# Rahel Aschwanden
Rahel Aschwanden (* 21. Oktober 1993 in Wattwil) ist eine Schweizer Tischtennisspielerin.

## Leben
Rahel Aschwanden wurde am 21. Oktober 1993 in Wattwil Toggenburg geboren. Mit 9 Jahren fing sie beim TTC Toggenburg mit dem Tischtennis an. Im Alter von 12 Jahren wechselte sie zum TTC Wil. Sie wechselte in die deutsche Regionalliga zum ESV Weil am Rhein, mit dem sie in der Saison 2013/14 den Aufstieg in die neu geschaffene 3. Bundesliga schaffte. 2015 gelang der Aufstieg in die 2. Bundesliga, danach wechselte sie ins Elsass zum SUS TT Schiltigheim in die Pro B. Nach einem Abstecher nach Schweden bei Storfors in die 1. Schwedischen Liga spielt sie zurzeit in der 3. Bundesliga Süd beim TuS Fürstenfeldbruck.
Sie steht in der Schweizer Nationalmannschaft im A-Kader und wurde 2013 und 2015 Schweizer Meisterin im Einzel und hat sieben Mal im Doppel, zusammen mit Rachel Moret, den Titel geholt. Aktuell (Stand 3. Januar 2014) ist sie die Nummer 2 der Schweiz. und die Nummer 258 der Welt (Stand Dezember 2018).
2018 nahm sie zum achten Mal seit 2010 an einer Weltmeisterschaft teil.

## Erfolge
- 2020 Schweizer Meisterin Doppel mit Rachel Moret
- 2019 Schweizer Meisterin Doppel mit Rachel Moret
- 2017 Schweizer Vizemeisterin Einzel, Schweizer Meisterin Doppel mit Rachel Moret, Schweizer Meisterin im Mixed mit Filip Karin
- 2016 Schweizer Vizemeisterin Einzel, Schweizer Meisterin Doppel mit Rachel Moret, Schweizer Meisterin im Mixed mit Elia Schmid
- 2015 Schweizer Meisterin im Einzel, Schweizer Meisterin Doppel mit Rachel Moret
- 2014 Schweizer Vizemeisterin Einzel, Schweizer Meisterin Doppel mit Rachel Moret
- 2013 Schweizer Meisterin im Einzel, Schweizer Meisterin Doppel mit Rachel Moret
- 2012 Schweizer Vizemeisterin Einzel, Schweizer Meisterin Doppel mit Rachel Moret
- 2010 Schweizer Meisterin im Mixed mit Denis Joset

- 13 Mal Schweizer Meisterin an Nachwuchsmeisterschaften
- 3 EM Teilnahmen
- 8 WM Teilnahmen

## Turnierergebnisse
| Verband | Veranstaltung     | Jahr | Ort          | Land | Einzel | Doppel     | Mixed | Team |
| ------- | ----------------- | ---- | ------------ | ---- | ------ | ---------- | ----- | ---- |
| SUI     | Weltmeisterschaft | 2018 | Halmstad     | SWE  |        |            |       | 53   |
| SUI     | Weltmeisterschaft | 2017 | Düsseldorf   | GER  |        | letzte 128 |       |      |
| SUI     | Weltmeisterschaft | 2016 | Kuala Lumpur | MAL  |        |            |       | 29   |
| SUI     | Weltmeisterschaft | 2015 | Suzhou       | CHN  |        |            |       |      |
| SUI     | Weltmeisterschaft | 2014 | Tokyo        | JAP  |        |            |       | 37   |
| SUI     | Weltmeisterschaft | 2013 | Paris        | FRA  | Qual.  | letzte 64  | Qual. |      |
| SUI     | Weltmeisterschaft | 2012 | Dortmund     | GER  |        |            |       | 45   |
| SUI     | Weltmeisterschaft | 2010 | Moskau       | RUS  |        |            |       | 50   |